# Davor Brcic
Davor Brcic (ur. 26 listopada 1980) – serbski siatkarz, występujący na pozycji przyjmującego.

## Kluby
- 1996–2006  Obilica
- 2006–2007  Spartak Subotica
- 2007–2008  Saint-Nazaire
- 2008–2009  Muuramen Lentopallo
- 2009–2010  Al Zahra
- 2010–2011  Sun Volley Oulu
- 2011–2012  Foinikas Syros
- 2012       Mladi Radnik Požarevac
- 2013       Dalhoun
- 2013–2014  Dinamo Bukareszt